# Anticlea costijuncta
Anticlea costijuncta là một loài bướm đêm trong họ Geometridae.